# Niloofar Fashkhorani
Niloofar Fashkhorani (persisch نیلوفر فشخورانی) ist eine ehemalige iranische Leichtathletin, die sich auf den Stabhochsprung spezialisiert hat.

## Sportliche Laufbahn
Erste internationale Erfahrungen sammelte Niloofar Fashkhorani bei den Hallenasienmeisterschaften 2018 in Teheran, bei denen sie mit übersprungenen 2,40 m die Bronzemedaille im Stabhochsprung hinter der Kasachin Anastassija Jermakowa und ihrer Landsfrau Mahsa Mirzatabibi gewann.